# Vasili Polenov

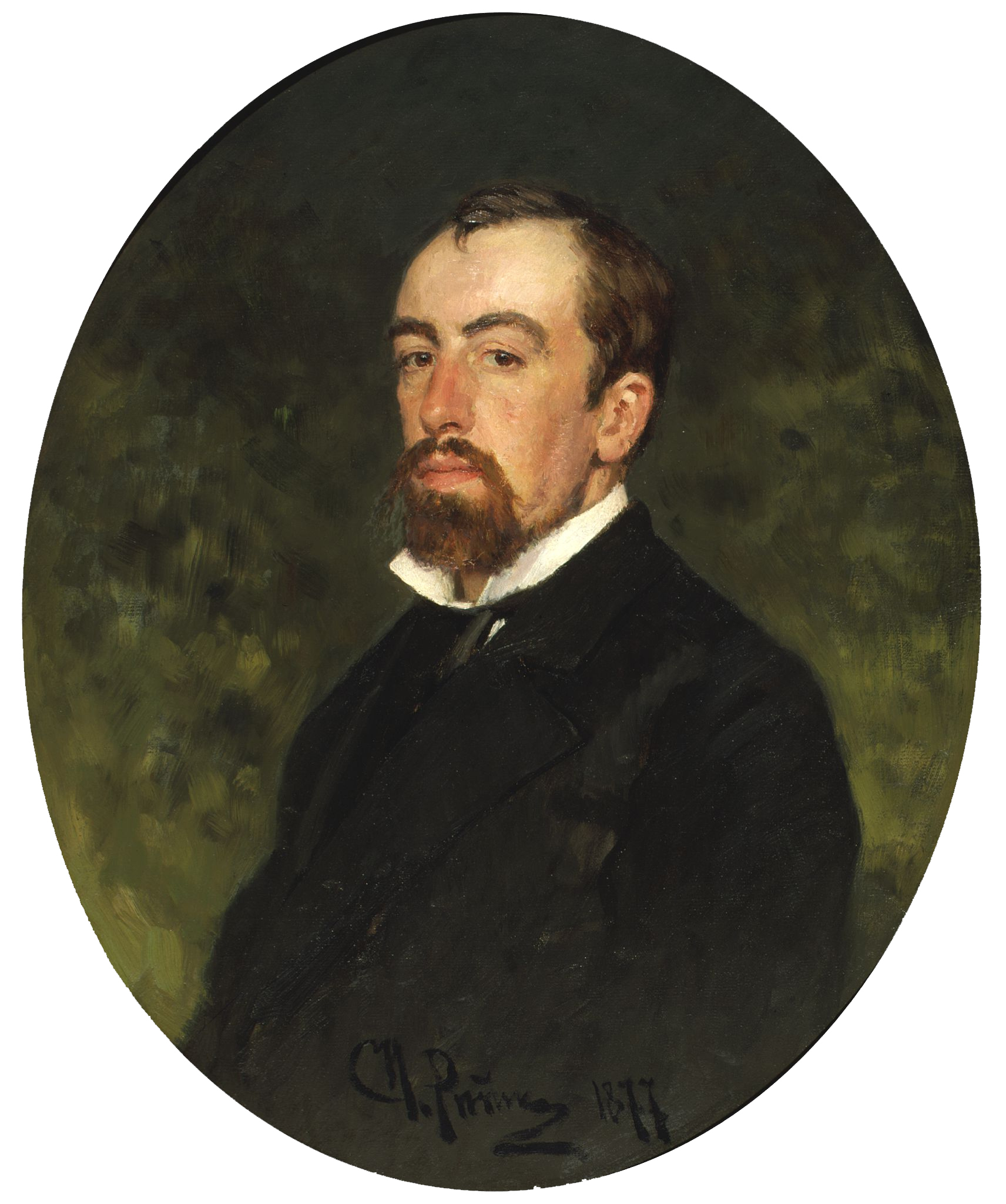
Polenov door Ilja Repin, 1877

Vasili Dmitrijevitsj Polenov (Russisch: Василий Дмитриевич Поленов) (Sint-Petersburg, 1 juni 1844 – Borok, oblast Toela, 18 juli 1927) was een Russisch kunstschilder.

## Leven en werk
Polenov studeerde tegelijkertijd aan de Universiteit van Sint-Petersburg (rechten) en aan de Russische Kunstacademie. Reeds in 1869 en 1870 won hij belangrijke prijzen met enkele van zijn eerste schilderijen. Van 1872 tot 1876 reisde hij door Europa en bezocht onder andere Wenen, München, Venetië, Florence, Napels en voor langere tijd Parijs. Na een korte terugkeer naar Rusland vertrok hij als hofschilder naar de Russisch-Turkse Oorlog (1877-1878). Na zijn terugkeer vestigde hij zich in Moskou en sloot zich daar aan bij de realistische schildersgroep Peredvizjniki (“de zwervers”). Hij schilderde vooral historische taferelen, landschappen en genrestukken. Ook maakte hij in die tijd veel theaterdecoraties.
Van 1882 tot 1895 was hij een veelgeprezen leraar aan de Moskouse Hogeschool voor schilderkunst, beeldhouwkunst en architectuur. Tot zijn leerlingen behoorden onder andere Konstantin Korovin, Isaak Levitan en Abram Archipov.
Polenov was bevriend met Ilja Repin en Rafail Levitski. Hij was de oudere broer van schilderes en illustratrice Jelena Polenova. Hij stierf in 1927 in Borok, een klein dorpje bij Toela.

## Galerij

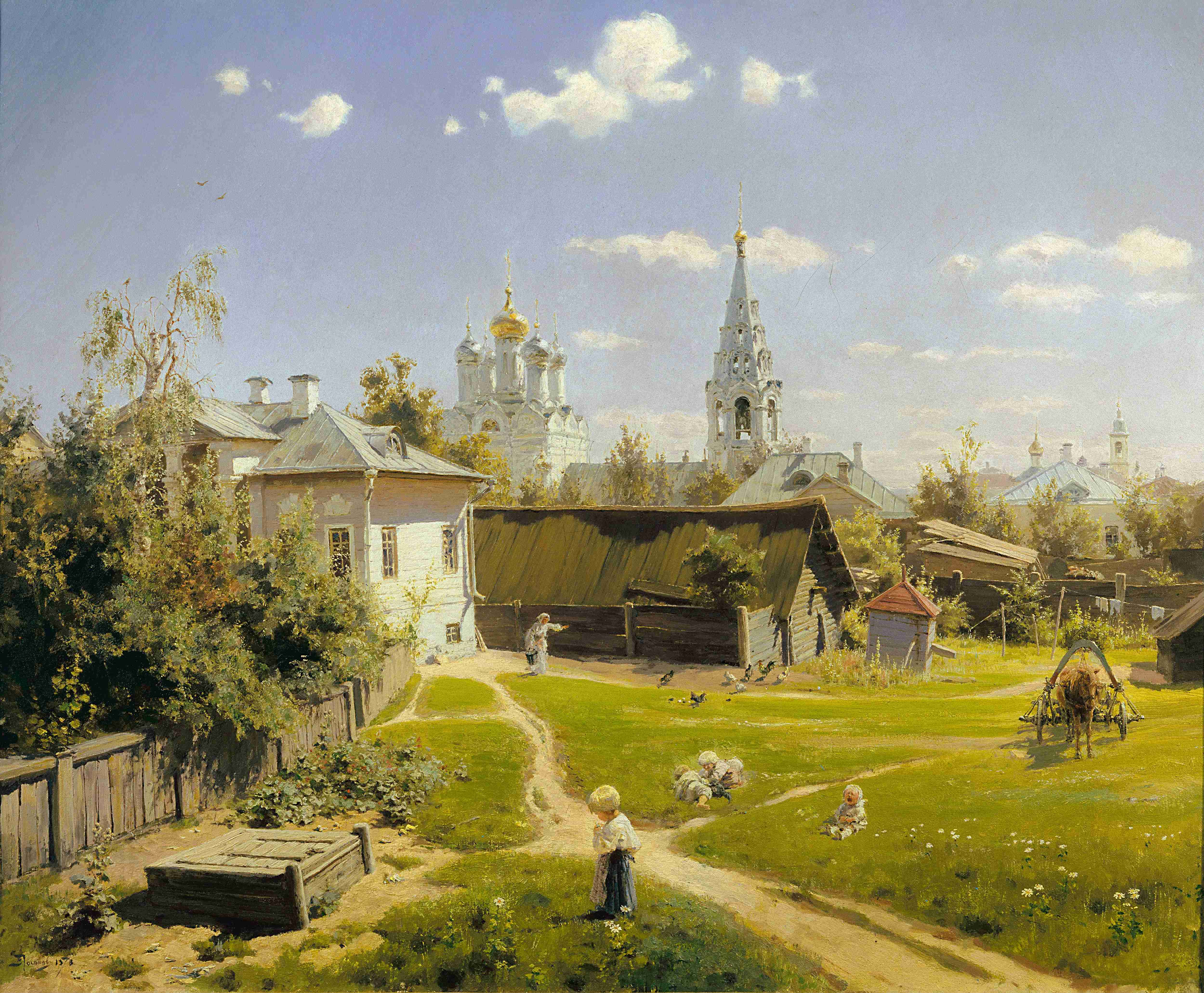
Binnenplaats in Moskou, 1878
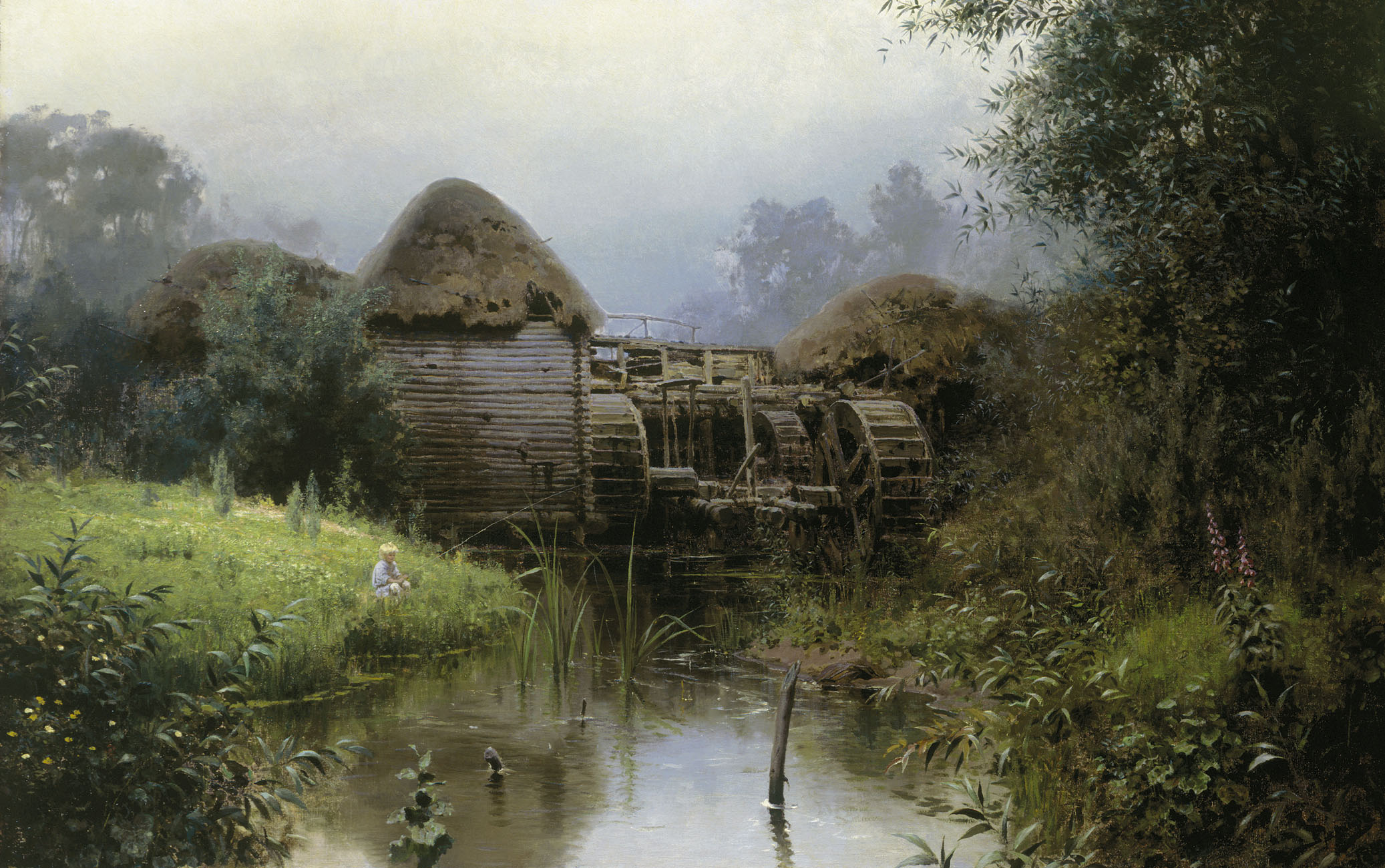
De oude molen, 1880
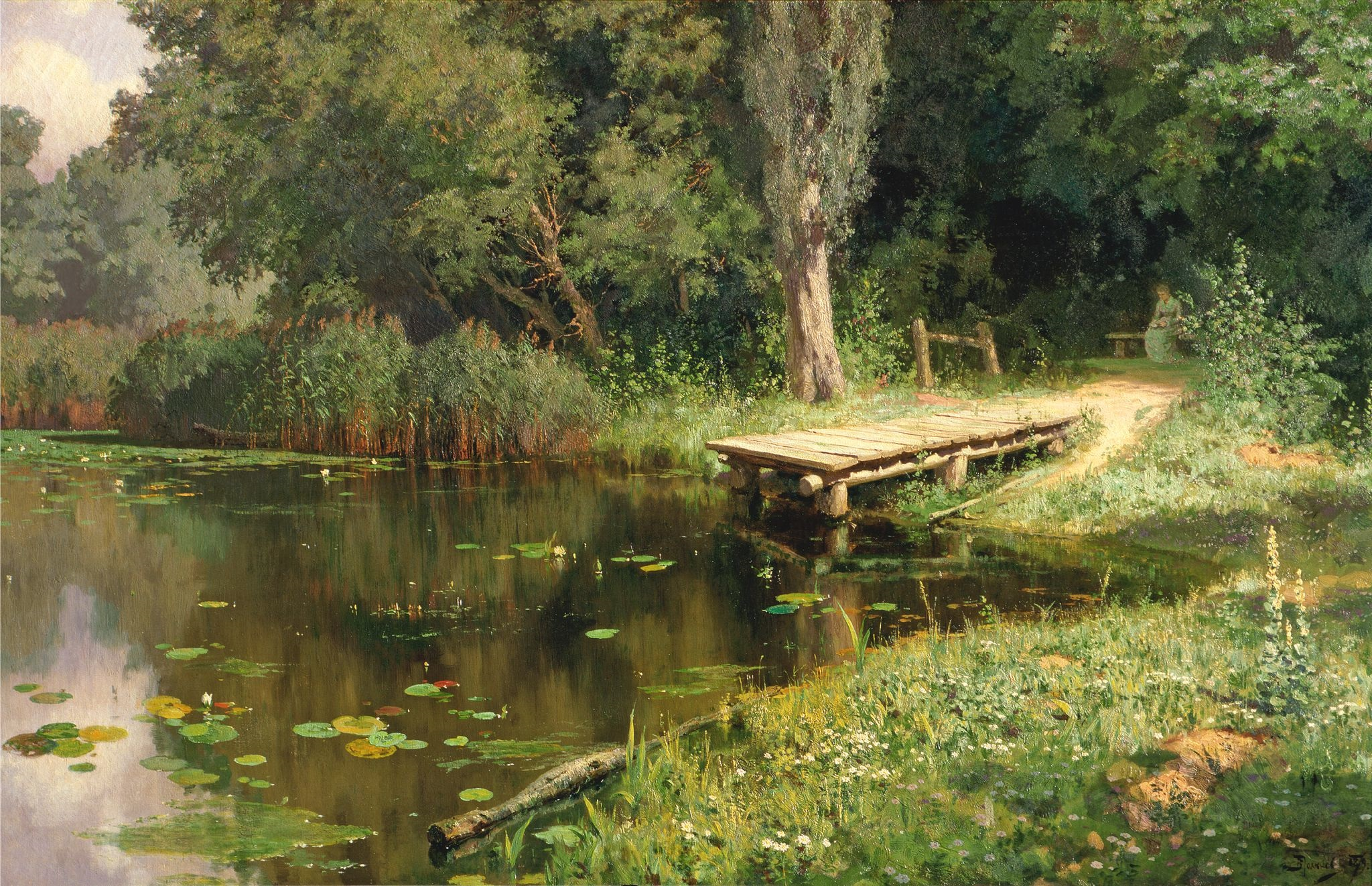
Steiger, 1879
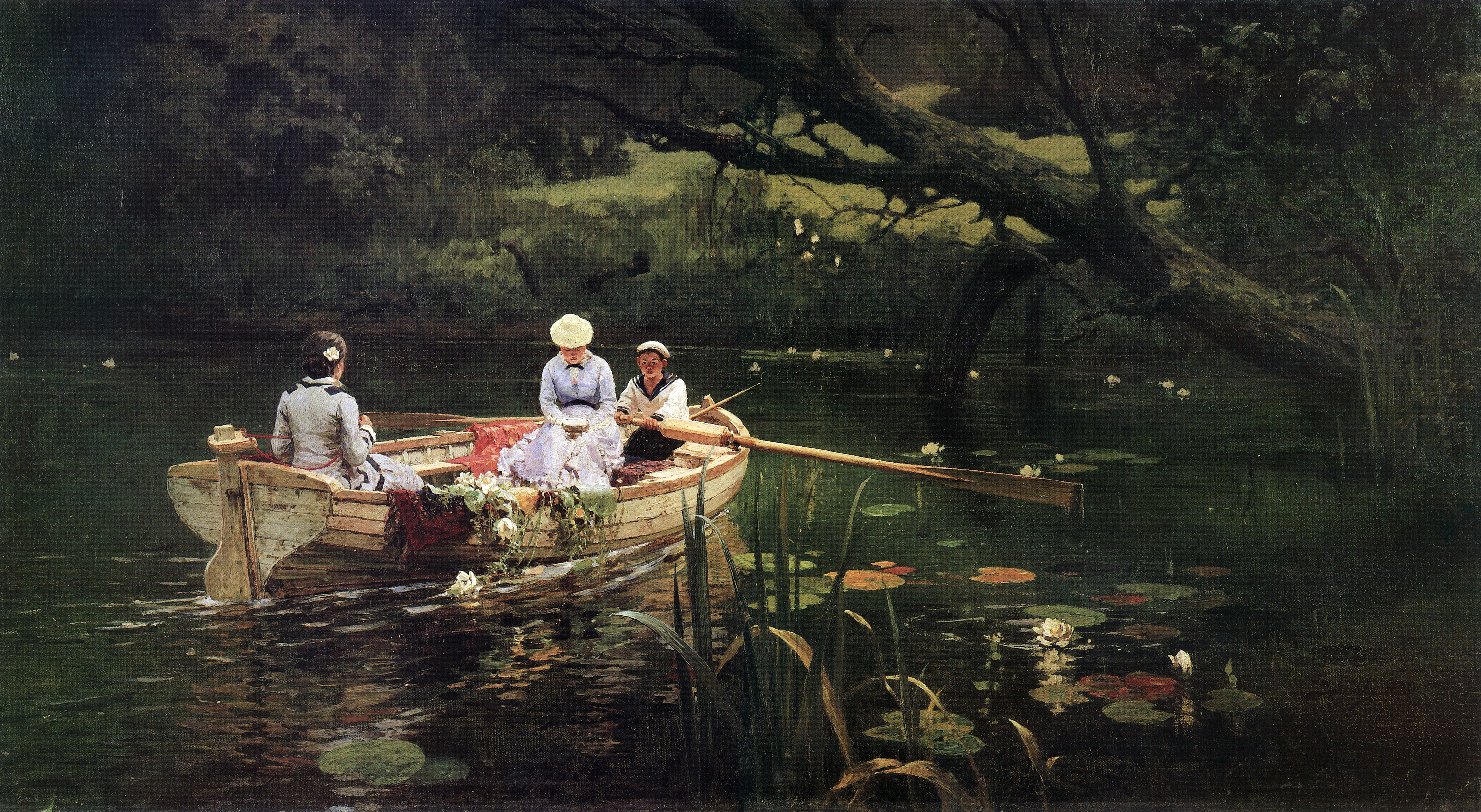
Op de boot; Abramtsevo, 1880
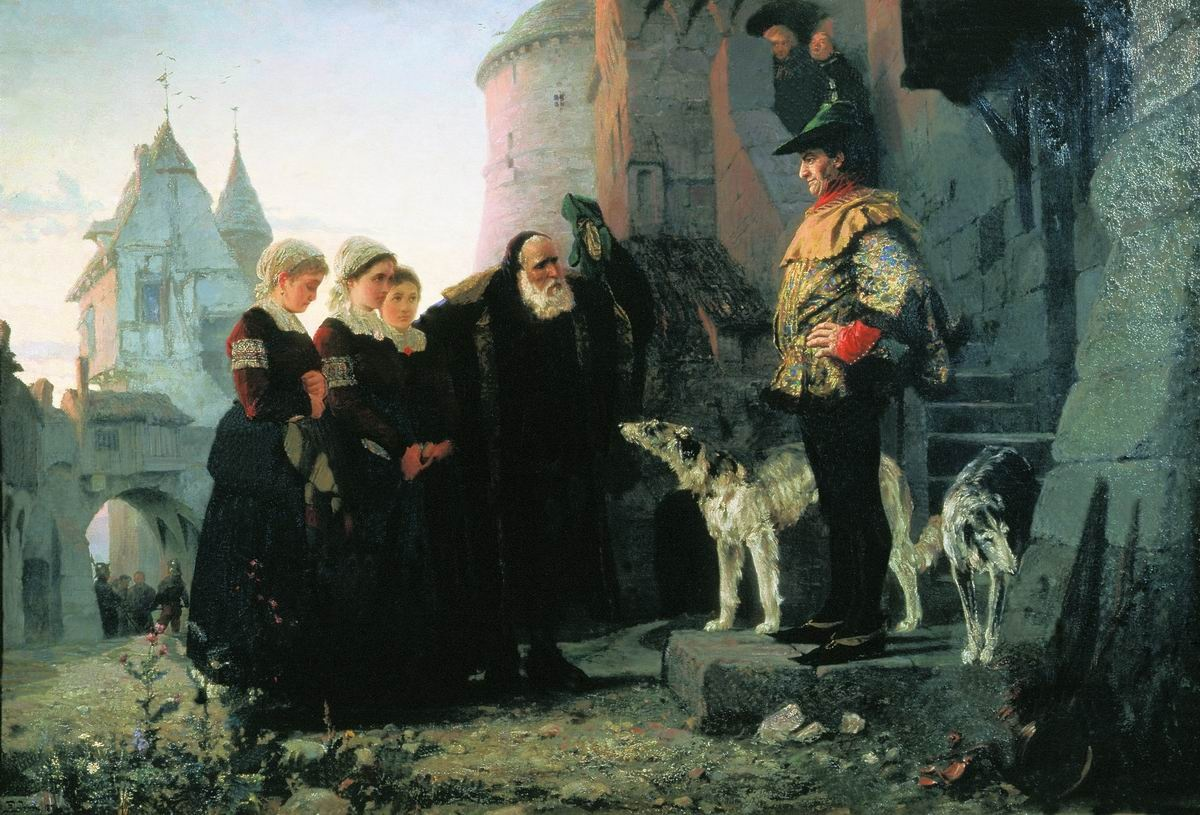
'Le droit de seigneur', 1879
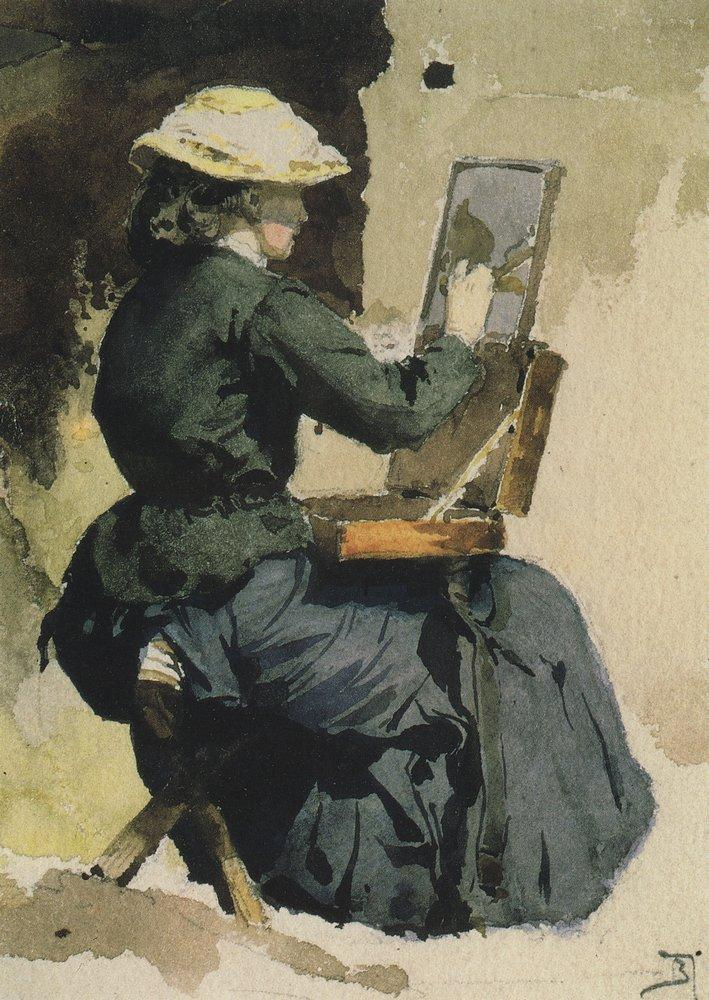
Portret van N. Jakoentsjikova, 1882
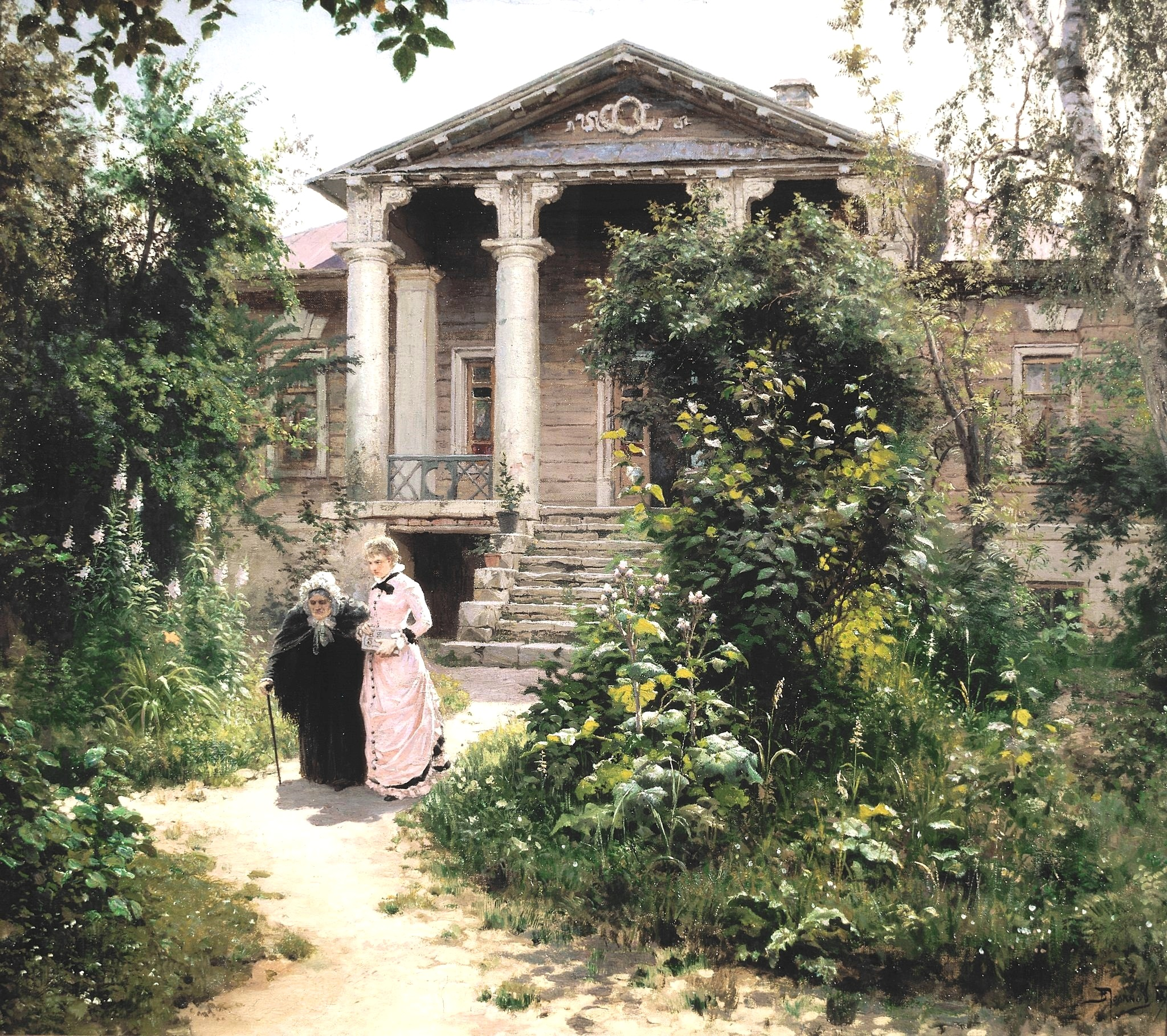
Grootmoeders tuin, 1878
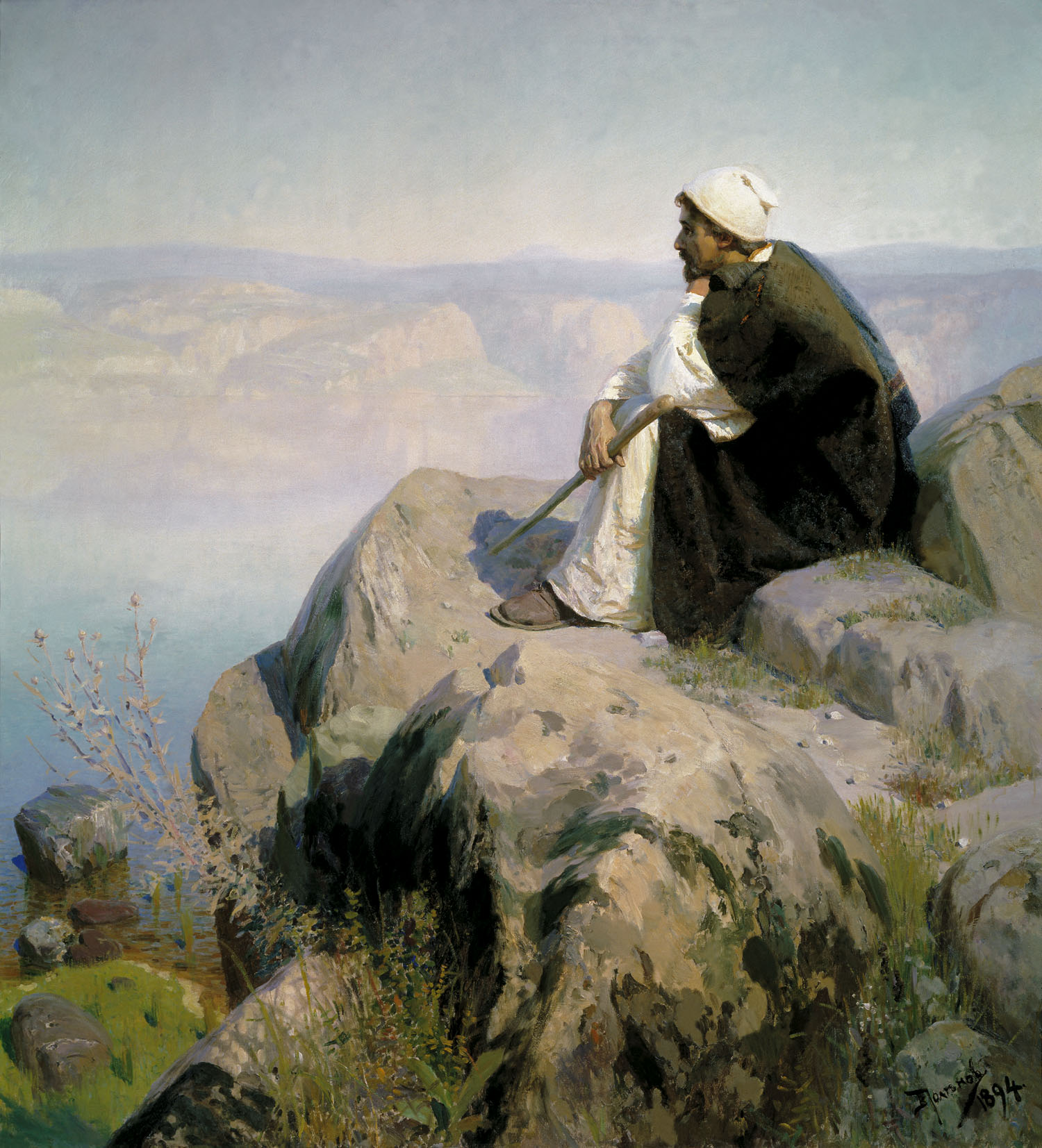
Dromen, 1894
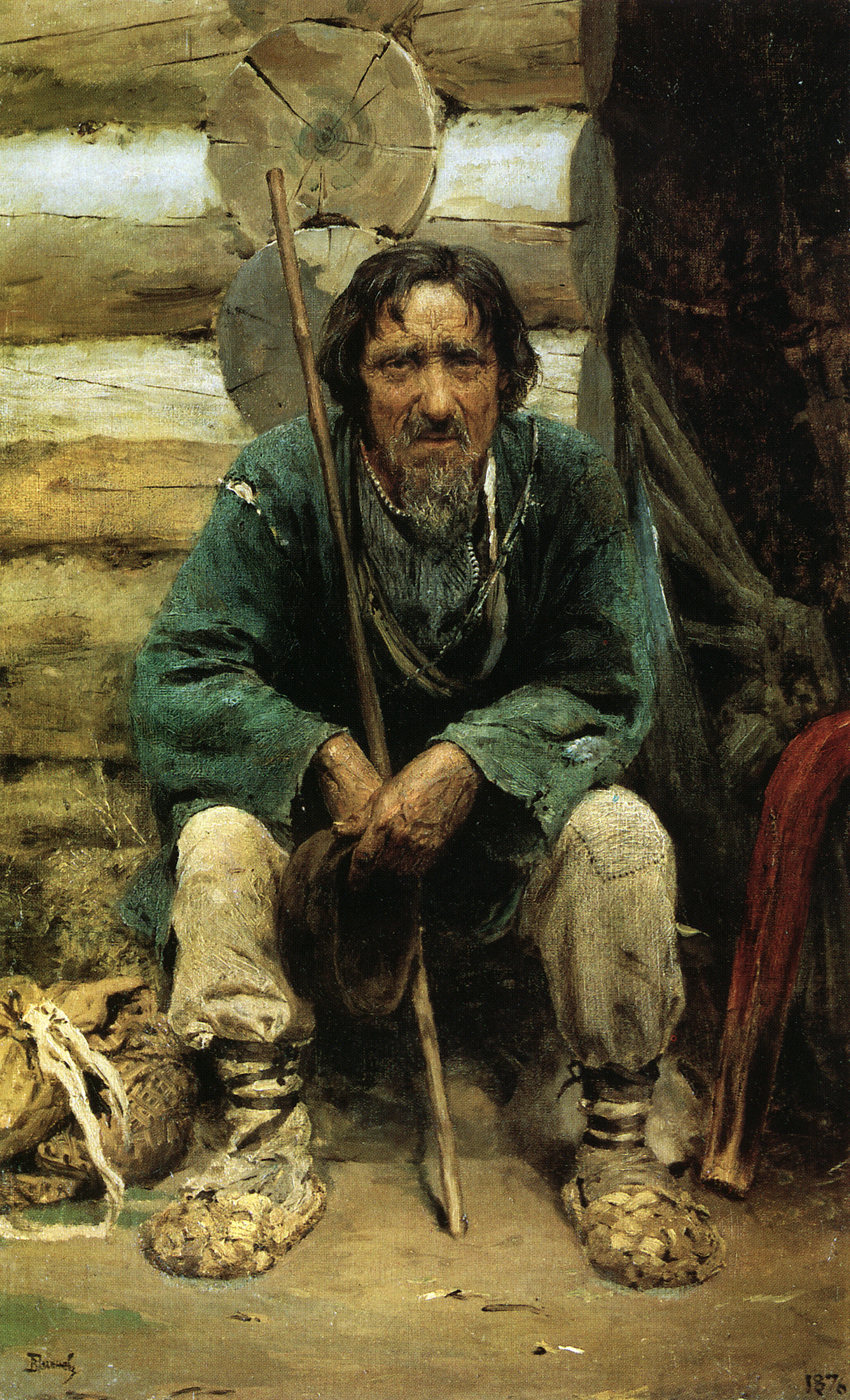
Bylina-verteller Nikita Bogdavov, 1876
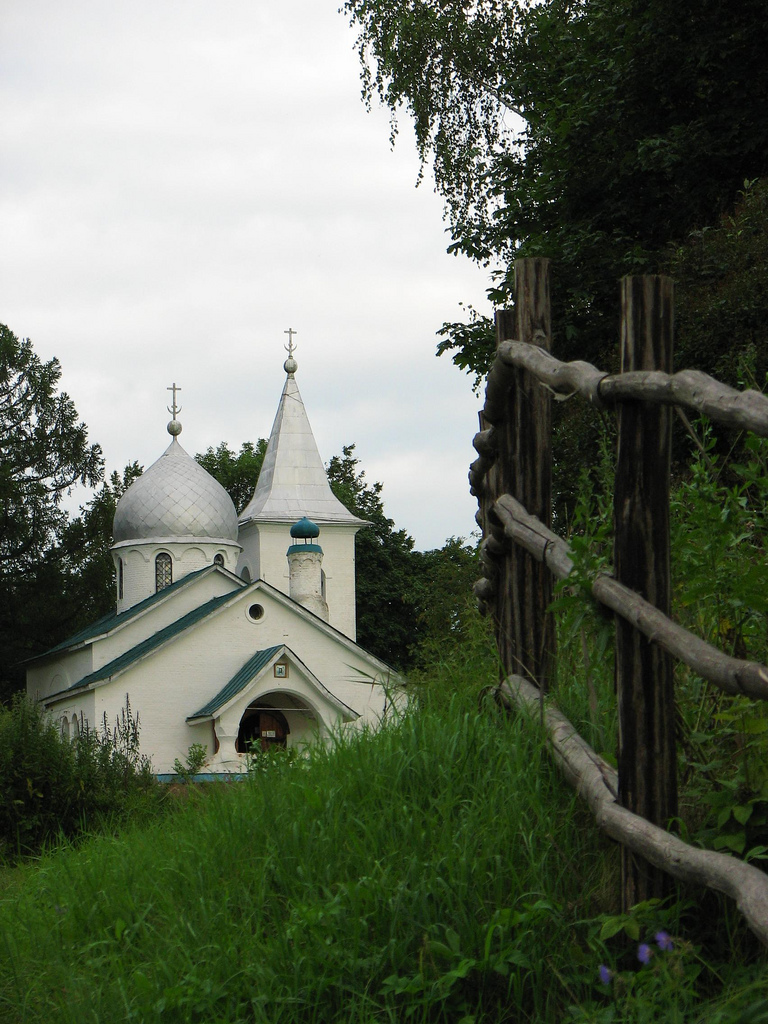
Drievuldigheidskerk, Abramtsevo, ontworpen door Polenov, 1890